# MLB 1906
Die MLB-Saison 1906 war die fünfte Saison der Major League Baseball (MLB). Erstmals wurden beide angeschlossene Ligen von Mannschaften aus derselben Stadt, nämlich Chicago gewonnen.
Sieger der American League (AL) waren die Chicago White Sox mit drei Spielen Vorsprung vor den New York Highlanders. Die National League (NL) wurde von den Chicago Cubs dominiert, die mit 116 Siegen bei nur 36 Niederlagen und einer Siegquote von 76,3 % einen bis heute gültigen Bestwert für eine Regular Season aufstellten. Zu Saisonende hatten die Cubs 20 Spiele Vorsprung auf den Vorjahressieger New York Giants. Aufgrund der dominanten Saison gingen die Cubs als großer Favorit in die World Series 1906, verloren aber überraschend mit 2:4 Spielen gegen die White Sox.

## Ergebnis zum Saisonende
| Pos | Franchise              | W  | L   | %      | GB  |
| --- | ---------------------- | -- | --- | ------ | --- |
| 1   | Chicago White Sox      | 93 | 058 | 61,6 % | —   |
| 2   | New York Highlanders   | 90 | 061 | 59,6 % | 03  |
| 3   | Cleveland Naps         | 89 | 064 | 58,2 % | 05  |
| 4   | Philadelphia Athletics | 78 | 067 | 53,8 % | 16  |
| 5   | St. Louis Browns       | 76 | 073 | 51,0 % | 17  |
| 6   | Detroit Tigers         | 71 | 078 | 47,7 % | 21  |
| 7   | Washington Senators    | 55 | 095 | 36,7 % | 37½ |
| 8   | Boston Americans       | 49 | 105 | 31,8 % | 46½ |

| Pos | Franchise             | W   | L   | %      | GB  |
| --- | --------------------- | --- | --- | ------ | --- |
| 1   | Chicago Cubs          | 116 | 036 | 76,3   | —   |
| 2   | New York Giants       | 096 | 056 | 63,1 % | 20  |
| 3   | Pittsburgh Pirates    | 093 | 060 | 60,8 % | 23½ |
| 4   | Philadelphia Phillies | 071 | 082 | 46,4 % | 45½ |
| 5   | Brooklyn Superbas     | 066 | 086 | 43,4 % | 50  |
| 6   | Cincinnati Reds       | 064 | 087 | 42,4 % | 51½ |
| 7   | St. Louis Cardinals   | 052 | 098 | 34,7 % | 63  |
| 8   | Boston Beaneaters     | 049 | 102 | 32,4 % | 66½ |

W = Wins (Siege), L = Losses (Niederlagen), % = Winning Percentage, GB = Games Behind (Rückstand auf Führenden: Zahl der notwendigen Niederlagen des Führenden bei gleichzeitigem eigenen Sieg) 

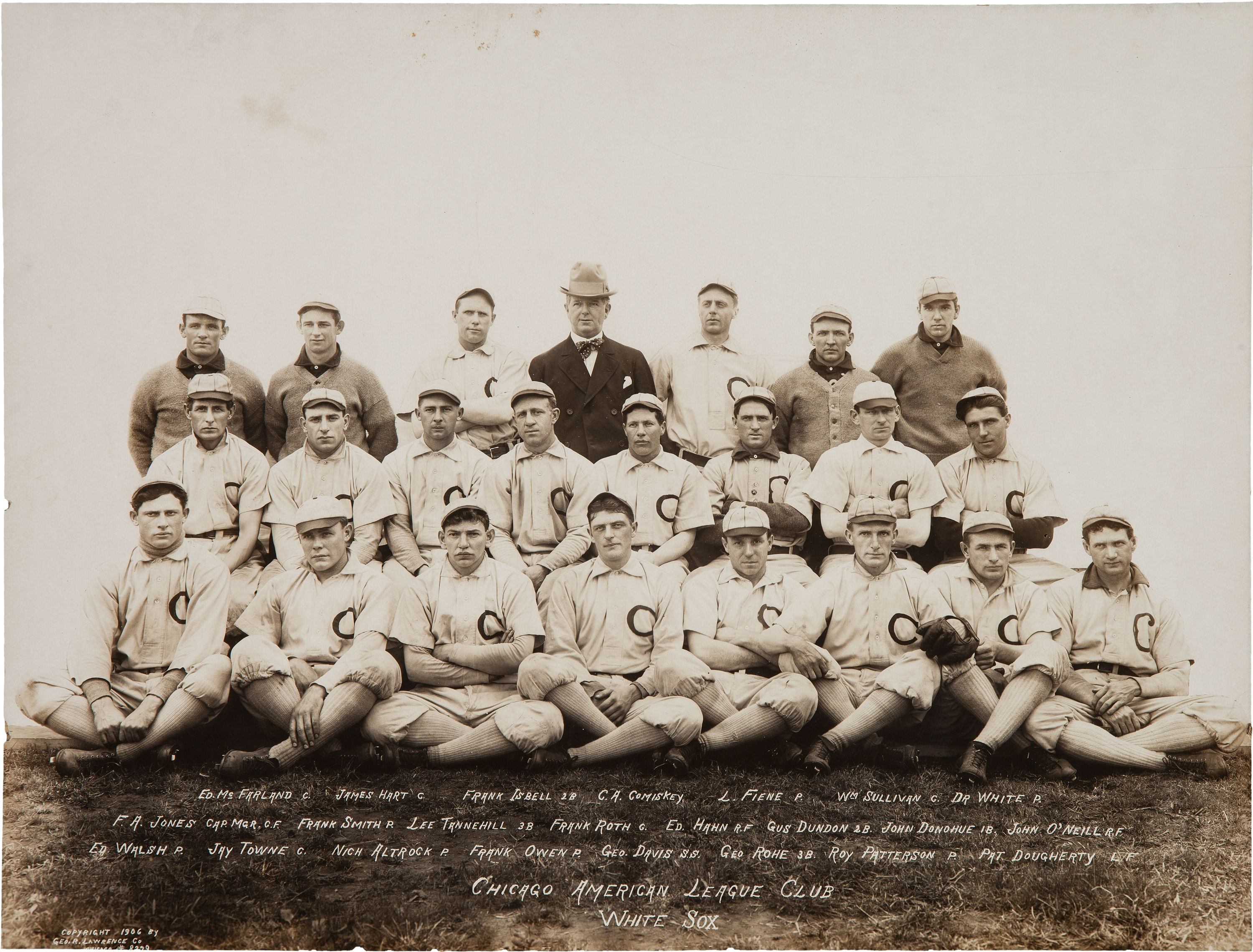
Die White Sox von 1906 (AL-Sieger)
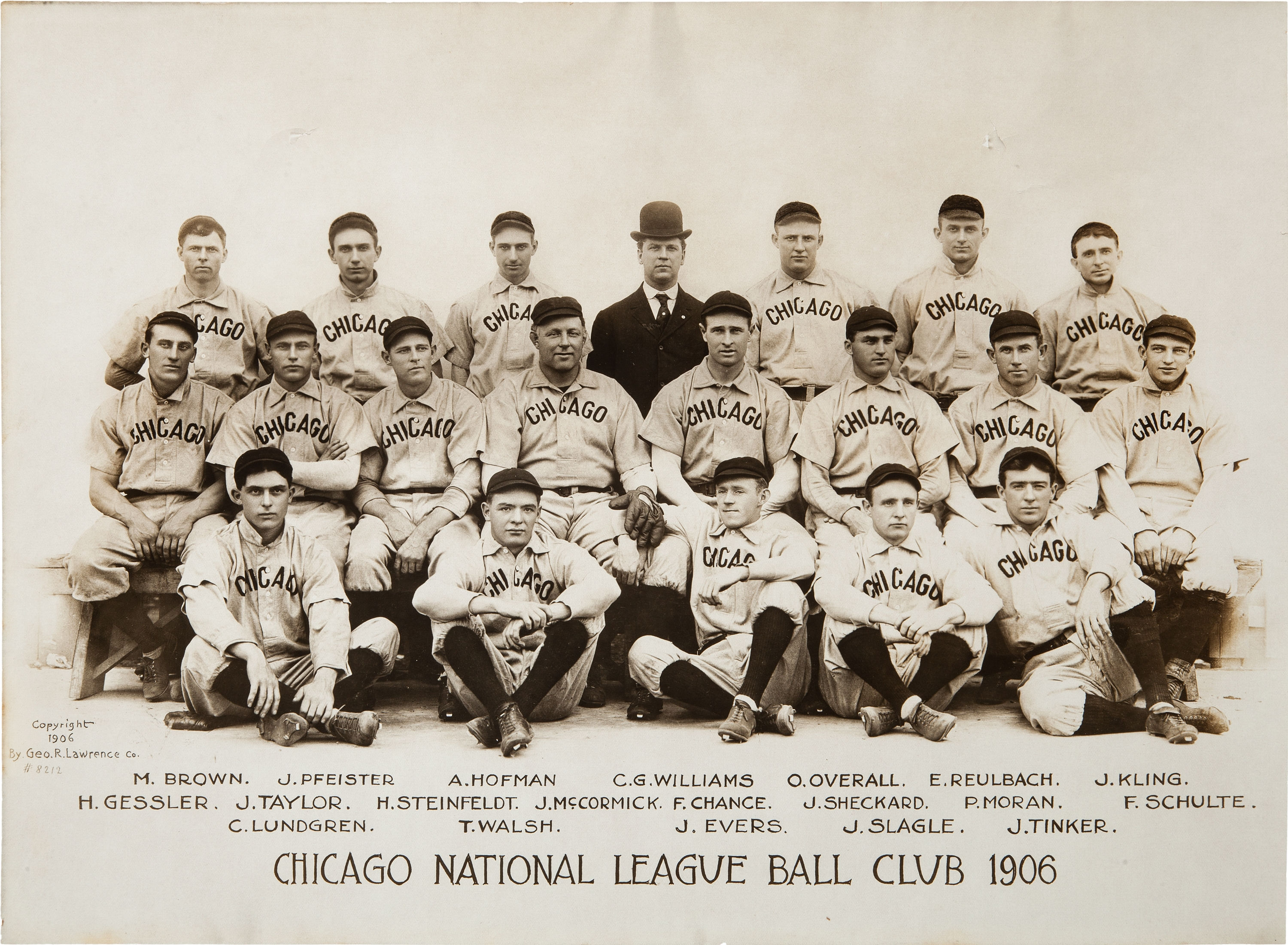
Die Cubs von 1906 (NL-Sieger)

## Spielerstatistik

### Hitting

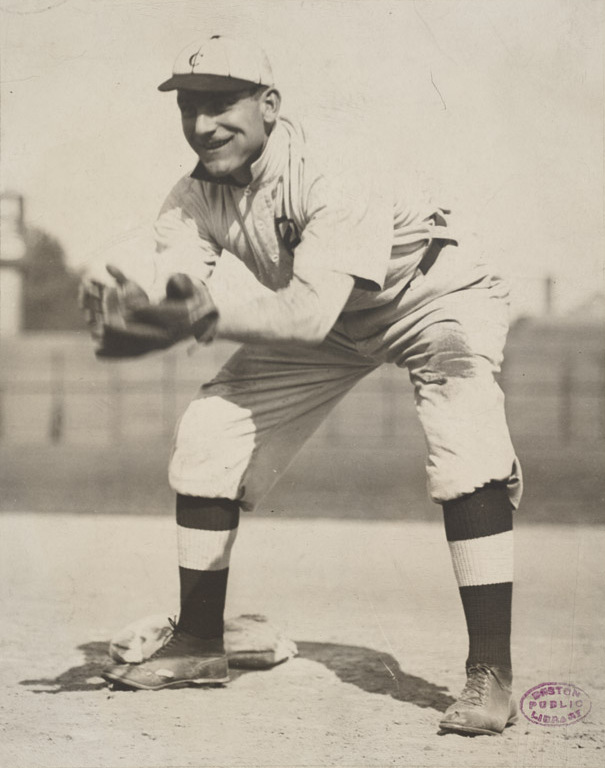
Napoléon „Nap“ Lajoie, Second Baseman der Cleveland Naps, gelangen 1906 ligaübergreifend die meisten Hits.

| American League | American League           | American League | American League | National League | National League             | National League | National League |
| Stat            | Spieler                   | Team            | Total           | Stat            | Spieler                     | Team            | Total           |
| --------------- | ------------------------- | --------------- | --------------- | --------------- | --------------------------- | --------------- | --------------- |
| AVG             | George Stone              | SLB             | .358            | AVG             | Honus Wagner                | PIT             | .339            |
| HR              | Harry Davis               | PHA             | 12              | HR              | Tim Jordan                  | BRO             | 12              |
| RBI             | Harry Davis               | PHA             | 96              | RBI             | Joe Naelon Harry Steinfeldt | PIT CHC         | 121             |
| R               | Elmer Flick               | CLE             | 98              | R               | Honus Wagner Frank Chance   | PIT CHC         | 124             |
| H               | Nap Lajoie                | CLE             | 214             | H               | Harry Steinfeldt            | CHC             | 176             |
| SB              | Elmer Flick John Anderson | CLE WSH         | 39              | SB              | Frank Chance                | CHC             | 57              |

### Pitching
| American League | American League | American League | American League | National League | National League | National League | National League |
| Stat            | Spieler         | Team            | Total           | Stat            | Spieler         | Team            | Total           |
| --------------- | --------------- | --------------- | --------------- | --------------- | --------------- | --------------- | --------------- |
| W               | Al Orth         | NYH             | 27              | W               | Joe McGinnity   | NYG             | 31              |
| W-L %           | Eddie Plank     | PHA             | 76,0 %          | W-L %           | Ed Reulbach     | CHC             | 82,6 %          |
| ERA             | Doc White       | CHW             | 1,48            | ERA             | Mordecei Brown  | CHC             | 1,04            |
| K               | Rube Waddell    | PHA             | 196             | K               | Fred Beebe      | CHC STL         | 171             |
| IP              | Al Orth         | NYH             | 338,2           | IP              | Irv Young       | BSN             | 358,1           |

## World Series

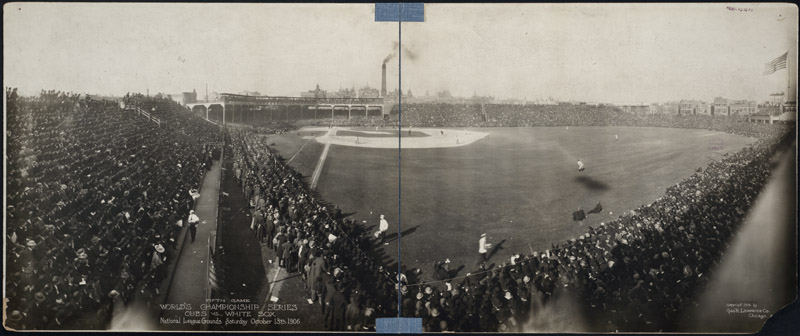
Der West Side Park während Spiel 5 der Serie

| Spiel                          | Datum            | Gast              | Score | Heim              | Score | Gesamtstand (CWS-CHC) | Ballpark              | Dauer (in Stunden) | Zuschauer |
| ------------------------------ | ---------------- | ----------------- | ----- | ----------------- | ----- | --------------------- | --------------------- | ------------------ | --------- |
| 1                              | 9. Oktober 1906  | Chicago White Sox | 2     | Chicago Cubs      | 1     | 1-0                   | West Side Grounds     | 1:45               | 12.693    |
| 2                              | 10. Oktober 1906 | Chicago Cubs      | 7     | Chicago White Sox | 1     | 1-1                   | South Side Park (III) | 1:58               | 12.595    |
| 3                              | 11. Oktober 1906 | Chicago White Sox | 3     | Chicago Cubs      | 0     | 2-1                   | West Side Park        | 2:10               | 13.667    |
| 4                              | 12. Oktober 1906 | Chicago Cubs      | 1     | Chicago White Sox | 0     | 2-2                   | South Side Park (III) | 1:36               | 18.385    |
| 5                              | 13. Oktober 1906 | Chicago White Sox | 8     | Chicago Cubs      | 6     | 3-2                   | West Side Park        | 2:40               | 23.257    |
| 6                              | 14. Oktober 1906 | Chicago Cubs      | 3     | Chicago White Sox | 8     | 4-2                   | South Side Park (III) | 1:55               | 19.249    |
| Chicago White Sox gewinnen 4-2 |                  |                   |       |                   |       |                       |                       |                    |           |